# Institut régional d'administration de Lille
 (mai 2019).
Si vous disposez d'ouvrages ou d'articles de référence ou si vous connaissez des sites web de qualité traitant du thème abordé ici, merci de compléter l'article en donnant les références utiles à sa vérifiabilité et en les liant à la section « Notes et références ».
L'Institut régional d'administration (IRA) de Lille est une école de service public interministérielle située à Lille dans les Hauts-de-France.
Fondé en 1970, il participe comme les 4 autres IRA à la formation des cadres généralistes de la Fonction publique d'État. Assurant une formation initiale et de la formation continue, il prépare notamment les lauréats du concours d'accès aux IRA aux fonctions d'Attaché d'administration de l'État.

## Missions de formation

### Formation initiale
Lauréats d’un des trois concours de recrutement (interne, externe ou 3e voie), la formation des élèves-attachés d’administration vise l’acquisition de compétences « métiers » essentielles. L’individualisation du plan de formation proposé par l’IRA a pour objectif l’atteinte, pour chaque élève, du niveau requis dans le référentiel de compétences des attachés d’administration, en techniques juridiques, budgétaires et comptables, en gestion des ressources humaines, ainsi qu’en conduite de projet et management.

### Classe préparatoire intégrée (CPI)
L’IRA dispose d’une classe préparatoire intégrée pour permettre aux candidats issus de milieux économiquement défavorisés ou aux personnes en recherche d’emploi.

### Formation continue
L’IRA participe à la formation professionnelle tout au long de la vie des agents publics par l’intermédiaire de séminaires ou stages pratiques proches de leurs réalités professionnelles.

### Coopération internationale
Depuis 2012, les Instituts régionaux d’administration (IRA) ont mis en place un cycle international pour accueillir, au sein de la promotion des élèves des IRA, des auditeurs étrangers.

## Entrer à l’IRA
Chaque année trois concours d’entrée sont organisés :
- le concours externe, ouvert aux titulaires d’au moins une licence ou qualification reconnue équivalente ;
- le concours interne, ouvert aux fonctionnaires et agents publics ayant au moins 4 ans de service public ;
- le troisième concours, ouvert aux personnes pouvant justifier, pendant 5 ans, d’une activité professionnelle dans le secteur privé, ou d’un mandat de membre d’une assemblée élue d’une collectivité territoriale.

## Postes offerts à l'issue de la scolarité

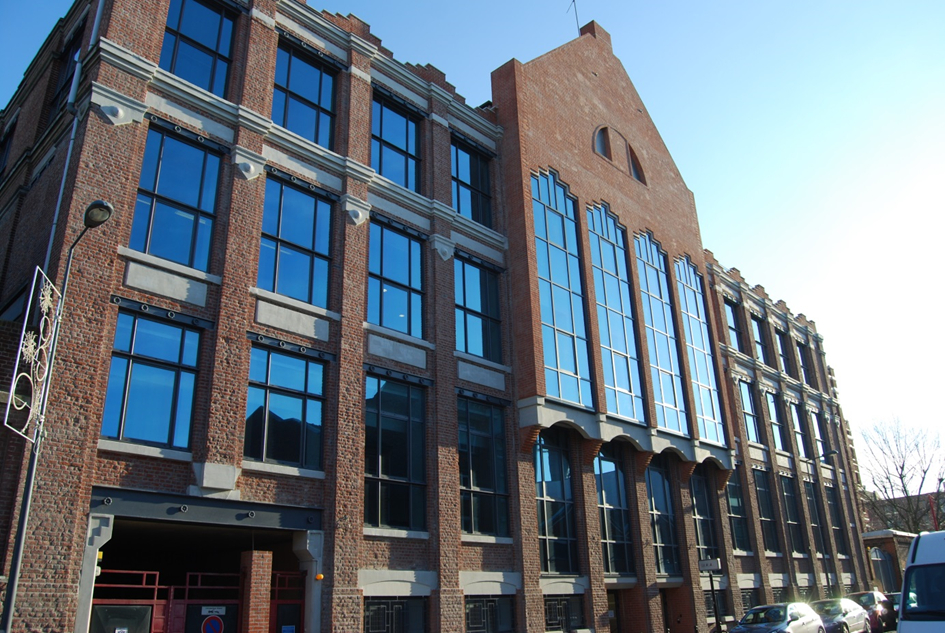

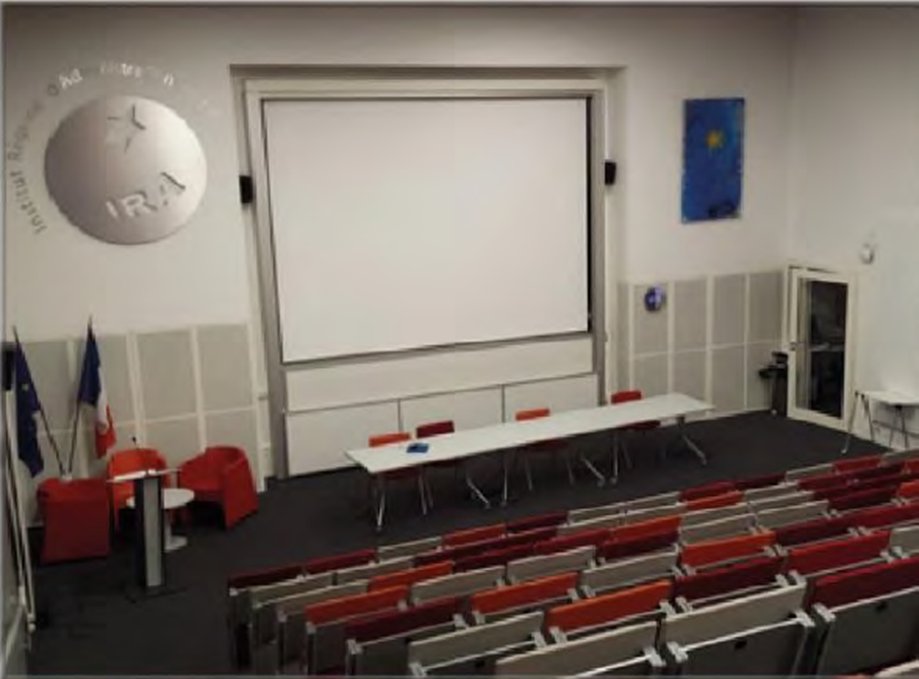
Amphithéâtre

Les postes proposés aux cadres formés à l'IRA de Lille sont situés en priorité dans les régions d’Île-de-France, de Normandie et des Hauts-de-France. Des postes situés hors ces régions, notamment en Outre-mer, peuvent être proposés en sortie d’IRA, en fonction des offres transmises par les administrations employeuses et après discussions entre les directeurs d'IRA et le Ministère chargé de la Fonction publique.

## Implantation
L'IRA occupait, au cours des premières années de son existence, les locaux de l'ancien Institut de chimie de la faculté des sciences de Lille, rue Barthélémy-Delespaul, libérés par le déménagement de l'Université à Villeneuve-d'Ascq. Il est installé dans les bâtiments rénovés d'une ancienne filature Wallaert, 49 rue Jean-Jaurès dans le quartier de Moulins-Lille.

## Promotions
Chaque année depuis 2000, les élèves-stagiaires choisissent le nom de leur promotion en début de scolarité.

### Promotions généralistes
- 2000-2001 : 30e promotion Robert Badinter
- 2001-2002 : 31e promotion Simone Veil
- 2002-2003 : 32e promotion Pierre Desproges
- 2003-2004 : 33e promotion Henri Matisse
- 2004-2005 : 34e promotion Léonard de Vinci
- 2005-2006 : 35e promotion Franz Kafka
- 2006-2007 : 36e promotion Rosa Parks
- 2007-2008 : 37e promotion Lucie Aubrac
- 2008-2009 : 38e promotion Aimé Césaire
- 2009-2010 : 39e promotion Martin Luther King
- 2010-2011 : 40e promotion Claude Lévi-Strauss
- 2011-2012 : 41e promotion Olympe de Gouges
- 2012-2013 : 42e promotion Wangari Maathai
- 2013-2014 : 43e promotion Paul Corteville
- 2014-2015 : 44e promotion Louise de Bettignies
- 2015-2016 : 45e promotion Laroque et Croizat
- 2016-2017 : 46e promotion Simone de Beauvoir
- 2017-2018 : 47e promotion Jaujard et Valland
- 2018-2019 : 48e promotion Kofi Annan
- Septembre 2019 : 49e promotion Arnaud Beltrame
- Mars 2020 : 50e promotion Fraternité
- Septembre 2020 : 51e promotion Alexandre Dumas
- Mars 2021 : 52e promotion Marianne
- Septembre 2021 : 53e promotion Romain Gary
- Mars 2022 : 54e promotion Louise Weiss
- Septembre 2022 : 55e promotion Édouard Vigneron
- Mars 2023 : 56e promotion Gisèle Halimi
- Septembre 2023 : 57e promotion Zéna M'Déré
- Mars 2024 : 58e promotion Jacques Delors
- Janvier 2025: 59e promotion Mélinée et Missak Manouchian

### Promotions Classe Préparatoire Intégrée (CPI)
- 2009-2010 : Pierre Bourdieu
- 2010-2011 : Léon Duguit
- 2011-2012 : Léopold Sédar Senghor
- 2012-2013 : Amat Victoria Curam
- 2013-2014 : Eleanor Roosevelt
- 2014-2015 : Frantz Fanon
- 2015-2016 : Denis Diderot
- 2016-2017 : Alexis de Tocqueville
- 2017-2018 : Émile Zola
- 2018-2019 : Nelson Mandela
- 2019-2020 : Josephine Baker
- 2020-2021 : Henri Rol-Tanguy

### Promotions d’attachés «analystes» (filière arrêtée en 2010)
- 2000-2001 : Robert Badinter
- 2001-2002 : Simone Veil
- 2002-2003 : Dimitri Mendeleïev
- 2003-2004 : Jules Verne
- 2004-2005 : Marie Curie
- 2005-2006 : Jean-François Champollion
- 2006-2007 : Antoine de Saint-Exupéry
- 2007-2008 : Ada Byron
- 2008-2009 : Leonhard Euler
- 2009-2010 : Martin Luther King

## Liste des directeurs
- 1971-1975 : Pierre Leclerc
- 1975-1980 : Romée Regnault de Bellescize
- 1980-1981 : Jean Mathivet de la Ville de Mirmont
- 1981-1999 : Philippe Georges
- 2000-2002 : Daniel Bugeaud
- 2002-2006 : Pierre Gévart
- 2006-2014 : Gilbert Elkaim
- 2014-2019 : Brigitte Mangeol
- 2019-2025 : Cécile Parent-Nutte
- 2025-